# Neptosternus schoedli
Neptosternus schoedli är en skalbaggsart som beskrevs av Lars Hendrich och Michael Balke 1997. Neptosternus schoedli ingår i släktet Neptosternus och familjen dykare. Inga underarter finns listade i Catalogue of Life.

## Bildgalleri

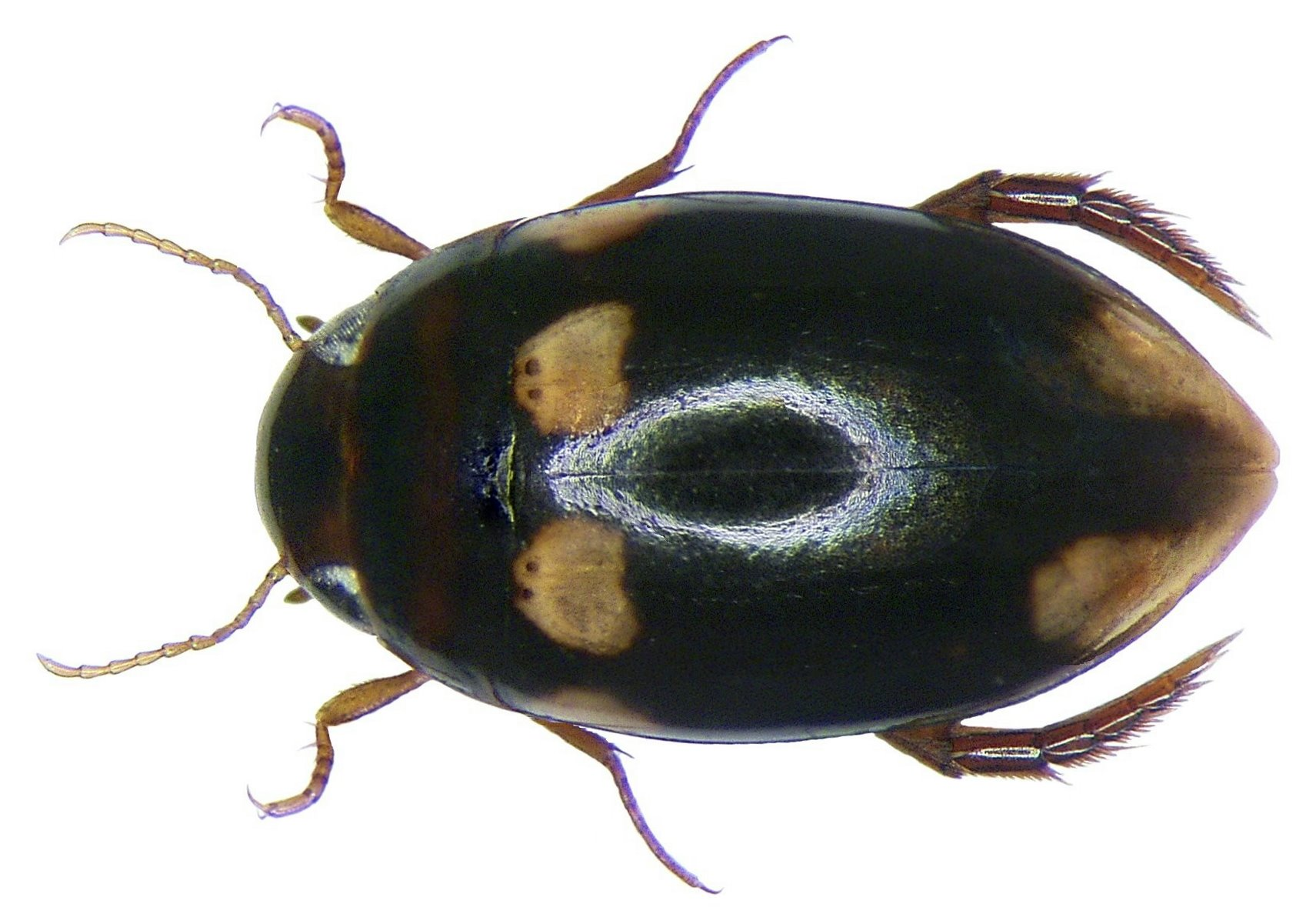